# Kvigtinden
Kvigtinden, sydsamiska Voenjelesnjurhtjie, är ett fjäll på gränsen mellan Grane och Hattfjelldals kommuner i Nordland fylke i Norge. Fjället ligger mitt i Børgefjell nationalpark och är med sina 1699 meter över havet den högsta punkten i nationalparken och de båda kommunerna. Kvigtinden är bland de sex fjäll i Norge vars primärfaktor är över 1000 meter och sekundärfaktor är över 80 km.